# 駒井信興
駒井 信興（こまい のぶおき、生没年不明）は、江戸時代末期（幕末）の旗本。旗本松平伯耆守信愛（甲府勤番支配）の子。通称、大学。官位は従五位下相模守。徳川慶喜の側室となった一色須賀の伯父。

## 来歴
文久3年（1863年）7月書院番士となり、洋学所教授方出役から神奈川奉行並となり、そして元治元年3月神奈川奉行に栄進し、8月5日外国奉行となった。同年9月大目付となり、慶応元年閏5月将軍徳川家茂の第2次長州征討のため3度目の上洛に従う。
慶応2年（1866年）10月24日江戸南町奉行となり、慶応4年（1868年）1月5日まで務める。その後、陸軍奉行並となった。

## 駒井信興が登場する作品
小説
- 山田風太郎『警視庁草紙』 - 小説、ドラマとも作中では江戸幕府最後の江戸南町奉行となっているが史実ではない。

テレビドラマ
- 山田風太郎 からくり事件帖-警視庁草紙より-